# Chroma Squad
Chroma Squad é um jogo eletrônico do gênero RPG tático desenvolvido pela desenvolvedora brasileira/canadense Behold Studios.

## Desenvolvimento e lançamento
O jogo foi fortemente influenciado pelos programas de TV japoneses de equipes de heróis super sentai, em especial pela franquia americana Power Rangers. Seu desenvolvimento foi viabilizado através de uma bem-sucedida campanha de financiamento coletivo no Kickstarter.

Originalmente lançado em 30 de abril de 2015 para Microsoft Windows, macOS e Linux, o jogo está disponível digitalmente nas plataformas Steam e GOG. Posteriormente, versões para PlayStation 3, Xbox 360, PlayStation 4, PlayStation Vita e Xbox One também foram planejadas.